# Daniel Hagman
Daniel Hagman, död 1777, var en svensk arkitekt och byggmästare.

## Biografi
Hagman var främst verksam i Norrland och blev en förgrundsgestalt i Västernorrlands flitiga kyrkobyggande efter mitten av 1700-talet. Från sin bakgrund i Stockholm och påverkan av Carl Hårlemans arkitektur uppförde han en rad rokokokyrkor, bland annat Borgsjö kyrka i Medelpad (1766 – 68). Han utformade en kyrkotyp där kupolen övergår i ett kvadratiskt stjärnvalv.
Hans sista stora arbete var domkyrkan i Uleåborg i norra Österbotten (numer i  Finland), byggd 1772 och senare ombyggd.
Hagmans verk fullföljdes av sonen Per Hagmansson (1745–1809), som bl.a. byggde Hammerdals gustavianska kyrka i Jämtland och ritade gymnasiet, nuvarande rådhuset i Härnösand (omarbetat av Olof Tempelman).